# NGC 6420
NGC 6420 (другие обозначения — MCG 11-21-13, ZWG 321.25, PGC 60553) — галактика в созвездии Дракон.
Этот объект входит в число перечисленных в оригинальной редакции «Нового общего каталога».